# Henry Rojas
Henry Andrés Rojas Delgado (Ibagué, Tolima, Colombia; 27 de julio de 1987) más conocido como chino es un exfutbolista y entrenador colombiano. Actualmente es el director técnico de la categoría sub-20 del Deportes Tolima.

## Trayectoria

### Inicios
Rojas comenzó su carrera en las divisiones menores del Cooperamos Tolima, cuando siendo un niño su papá Henry Rojas Guerrero lo inscribió en ese club.

### Atlético Nacional
Más tarde, en el año 2003 fue enviado a Atlético Nacional donde comenzó a probarse en las divisiones menores el 30 de marzo de 2004, y se ganó un lugar en el equipo A en el 2006.
Debutó como profesional el 5 de marzo del mismo año contra el equipo de su tierra, el Deportes Tolima.

### Atlético Huila
El 31 de enero de 2008 se va en calidad de préstamo al Atlético Huila, equipo donde jugaría 13 partidos del torneo local y 7 de copa, allí marcaría 2 goles que le dieron cierto reconocimiento.

### Once Caldas
Con su impresionante juego, Henry recibió varias ofertas de diferentes equipos, finalmente, decidió jugar en el Once Caldas de Manizales.
Su impacto en el equipo era tan grande, que lideró al Once Caldas a un campeón en la Copa Mustang además fue referido constantemente como el líder del equipo.

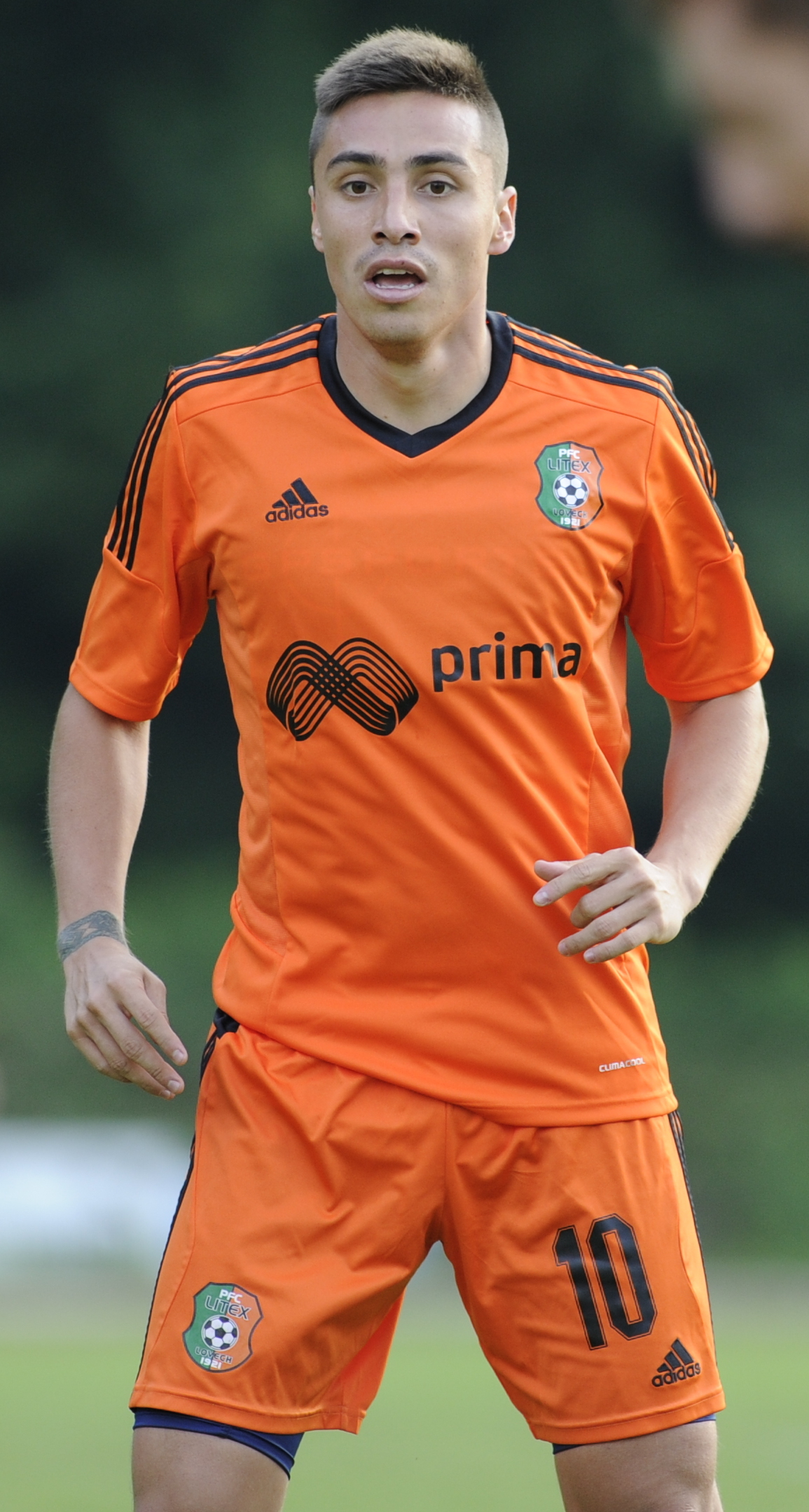
Henry Rojas en el Litex Lovech de Bulgaria en 2015.

### Atlético Junior
En 2010, se trasladó a Junior de Barranquilla jugando tan solo tres partidos.

### Litex Lovech
Para el segundo semestre de 2015 el volante fue contratado por el Litex Lovech, uno de los equipos más populares de Bulgaria.

### Millonarios

#### (2016)
El 15 de diciembre de 2015 fue confirmado como nuevo refuerzo de Millonarios para el año 2016. Llega en condición de préstamo por un año con opción de compra. Realiza su debut con la camiseta azul el 31 de enero, en la victoria 3-0 sobre Patriotas, por la fecha 1 del Torneo Apertura. En dicho partido aporta una asistencia. 
Anota su primer gol el 17 de marzo, en la victoria 2-0 por la Copa Colombia, sobre el Bogotá F. C. El 20 de diciembre se anuncia la renovación de su contrato por dos años más.

#### (2017)
El 6 de abril marca su primer gol del año en la derrota 2-1 en su visita al Once Caldas en Manizales. Tres días después vuelve a anotar en la victoria 2 a 1 sobre el Cortulua, abriendo la cuenta el marcador ante el equipo del Valle del Cauca.
El 17 de diciembre, aún en recuperación de una Pubalgia, Rojas ingresa a la Final del Torneo Finalización, de cambio por el jugador David Mackalister Silva al minuto 77, cuando Millonarios era el virtual campeón al empatar 1-1 con Santa Fe en el partido de vuelta, y ganar 2-1 en el marcador global. Sin embargo, a solo 6 minutos de su ingreso, Wilson Morelo anota el 2-1 del partido, y el 2-2 global, que mandaba la defición del partido a los lanzamientos de penales. Pero para fortuna de su equipo, Rojas anota el gol del título al minuto 85, cuando caza un rebote fuera del área, remata desde media distancia, y su remate pasa entre las piernas de Sebastián Salazar, sobre la cabeza de Héctor Urrego, y vence al portero Róbinson Zapata, empatando así el marcador del partido 2-2, y dándole a Millonarios la ventaja 3-2 en el marcador global. Con su anotación, Millonarios se corona como campeón del Torneo Finalización 2017, ganando así su decimoquinta estrella.

#### (2018)
Su primer gol en el 2018 lo hace el 28 de abril dándole la victoria a Millos' por la mínima frente al Atlético Huila.
El 15 de noviembre de 2018, Henry Rojas termina su contrato con el club Albi-azul.

### Deportivo Pasto
En enero de 2019 se oficializa su llegada al Deportivo Pasto como jugador libre. Marca su primer gol con el club el 8 de mayo en la victoria 2 por 0 sobre Atlético FC por la Copa Colombia 2019.

### Deportivo Pereira
El 31 de diciembre es anunciado como jugador del Deportivo Pereira  para jugar la temporada 2021, proveniente del Atlético Bucaramanga donde jugó el año 2020.

## Selección Colombia
Rojas, fue convocado junto con sus compañeros de equipo de aquel momento David Ospina y Jarol Martínez por el entrenador Eduardo Lara para disputar el Campeonato Sudamericano Sub-20 de 2007 en Paraguay, en donde disputó 7 de los 9 partidos del torneo.

### Participaciones con la Selección Colombia
| Torneo                                 | Sede     | Resultado   | Partidos |
| -------------------------------------- | -------- | ----------- | -------- |
| Campeonato Sudamericano Sub-20 de 2007 | Paraguay | Ronda final | 7        |

## Clubes

### Como jugador
| País        | Club                 | Año       |
| Formativo   | Formativo            | Formativo |
| ----------- | -------------------- | --------- |
| Colombia    | Cooperamos Tolima    | 1994-2000 |
| Colombia    | Atlético Nacional    | 2003-2005 |
| Profesional |                      |           |
| Colombia    | Atlético Nacional    | 2006-2007 |
| Colombia    | Atlético Huila       | 2008      |
| Colombia    | Once Caldas          | 2009-2010 |
| Colombia    | Junior               | 2010      |
| Colombia    | Atlético Huila       | 2011      |
| Colombia    | Deportes Tolima      | 2012-2013 |
| Colombia    | Alianza Petrolera    | 2014-2015 |
| Bulgaria    | Litex Lovech         | 2015-2016 |
| Colombia    | Millonarios          | 2016-2018 |
| Colombia    | Deportivo Pasto      | 2019      |
| Colombia    | Atlético Bucaramanga | 2020      |
| Colombia    | Deportivo Pereira    | 2021-2022 |
| Colombia    | Cortuluá             | 2022      |

### Otros cargos
| País      | Club                 | Cargo                                               | Año  |
| --------- | -------------------- | --------------------------------------------------- | ---- |
| Argentina | C.A. Rosario Central | Analista de video del entrenador Miguel Ángel Russo | 2023 |

### Formador
| País     | Club                  | Año  |
| -------- | --------------------- | ---- |
| Colombia | Deportes Tolima SUB15 | 2023 |
| Colombia | Deportes Tolima SUB20 | 2025 |

### Asistente Técnico
| Colombia | Deportes Tolima |                      |           |
| Colombia | Deportes Tolima | David González       | 2023-2024 |
| Colombia | Deportes Tolima | Ismael Rescalvo      | 2025 I    |
| Colombia | Deportes Tolima | Lucas González Vélez | 2025 II   |

## Estadísticas

### Clubes[6]
| Club                            | Temporada           | Liga  | Liga  | Liga   | Copa Nacional | Copa Nacional | Copa Nacional | Copa Internacional | Copa Internacional | Copa Internacional | Total | Total | Total  |
| Club                            | Temporada           | Part. | Goles | Asist. | Part.         | Goles         | Asist.        | Part.              | Goles              | Asist.             | Part. | Goles | Asist. |
| ------------------------------- | ------------------- | ----- | ----- | ------ | ------------- | ------------- | ------------- | ------------------ | ------------------ | ------------------ | ----- | ----- | ------ |
| Atlético Nacional · Colombia    | 2006-07             | 37    | 1     | 0      | —             | —             | —             | 2                  | 0                  | 0                  | 39    | 1     | 0      |
| Atlético Nacional · Colombia    | Total               | 37    | 1     | 0      | 0             | 0             | 0             | 2                  | 0                  | 0                  | 39    | 1     | 0      |
| Atlético Huila · Colombia       | 2008                | 17    | 1     | 0      | 2             | 2             | 0             | —                  | —                  | —                  | 15    | 2     | 0      |
| Atlético Huila · Colombia       | 2011                | 27    | 3     | 4      | 8             | 2             | 0             | —                  | —                  | —                  | 35    | 5     | 4      |
| Atlético Huila · Colombia       | Total               | 44    | 4     | 4      | 10            | 4             | 0             | 0                  | 0                  | 0                  | 54    | 8     | 4      |
| Once Caldas · Colombia          | 2009                | 32    | 4     | 1      | —             | —             | —             | —                  | —                  | —                  | 32    | 4     | 1      |
| Once Caldas · Colombia          | 2010                | 12    | 0     | 0      | —             | —             | —             | —                  | —                  | —                  | 12    | 0     | 0      |
| Once Caldas · Colombia          | Total               | 44    | 4     | 1      | 0             | 0             | 0             | 0                  | 0                  | 0                  | 44    | 4     | 1      |
| Junior · Colombia               | 2010                | 3     | 0     | 0      | —             | —             | —             | —                  | —                  | —                  | 3     | 0     | 0      |
| Junior · Colombia               | Total               | 3     | 0     | 0      | 0             | 0             | 0             | 0                  | 0                  | 0                  | 3     | 0     | 0      |
| Deportes Tolima · Colombia      | 2012                | 9     | 1     | 1      | 8             | 2             | 0             | —                  | —                  | —                  | 17    | 3     | 1      |
| Deportes Tolima · Colombia      | 2013                | 13    | 1     | 0      | 12            | 2             | 0             | 2                  | 0                  | 0                  | 27    | 3     | 0      |
| Deportes Tolima · Colombia      | Total               | 22    | 2     | 1      | 20            | 4             | 0             | 2                  | 0                  | 0                  | 44    | 6     | 1      |
| Alianza Petrolera · Colombia    | 2014                | 29    | 4     | 5      | 2             | 0             | 0             | —                  | —                  | —                  | 31    | 4     | 5      |
| Alianza Petrolera · Colombia    | 2015                | 16    | 3     | 2      | —             | —             | —             | —                  | —                  | —                  | 16    | 3     | 2      |
| Alianza Petrolera · Colombia    | Total               | 45    | 7     | 7      | 2             | 0             | 0             | 0                  | 0                  | 0                  | 47    | 7     | 7      |
| Litex Lovech Bulgaria           | 2015-16             | 16    | 3     | 3      | 2             | 0             | 0             | —                  | —                  | —                  | 18    | 3     | 3      |
| Litex Lovech Bulgaria           | Total               | 16    | 3     | 3      | 2             | 0             | 0             | 0                  | 0                  | 0                  | 18    | 3     | 3      |
| Millonarios · Colombia          | 2016                | 34    | 2     | 6      | 6             | 2             | 0             | —                  | —                  | —                  | 40    | 4     | 6      |
| Millonarios · Colombia          | 2017                | 36    | 6     | 11     | 4             | 0             | 0             | 2                  | 0                  | 0                  | 42    | 6     | 11     |
| Millonarios · Colombia          | 2018                | 17    | 1     | 1      | 3             | 0             | 1             | 6                  | 0                  | 0                  | 26    | 1     | 2      |
| Millonarios · Colombia          | Total               | 87    | 9     | 18     | 13            | 2             | 1             | 8                  | 0                  | 0                  | 108   | 11    | 19     |
| Deportivo Pasto · Colombia      | 2019                | 22    | 2     | 1      | 3             | 1             | 0             | —                  | —                  | —                  | 25    | 3     | 1      |
| Deportivo Pasto · Colombia      | Total               | 22    | 2     | 1      | 3             | 1             | 0             | 0                  | 0                  | 0                  | 25    | 3     | 1      |
| Atlético Bucaramanga · Colombia | 2020                | 12    | 0     | 0      | —             | —             | —             | —                  | —                  | —                  | 12    | 0     | 0      |
| Atlético Bucaramanga · Colombia | Total               | 12    | 0     | 0      | 0             | 0             | 0             | 0                  | 0                  | 0                  | 12    | 0     | 0      |
| Deportivo Pereira · Colombia    | 2021                | 36    | 3     | 0      | 5             | 0             | 0             | —                  | —                  | —                  | 41    | 3     | 0      |
| Deportivo Pereira · Colombia    | 2022                | 15    | 0     | 0      | 1             | 0             | 0             | —                  | —                  | —                  | 16    | 0     | 0      |
| Deportivo Pereira · Colombia    | Total               | 51    | 3     | 0      | 6             | 0             | 0             | 0                  | 0                  | 0                  | 57    | 3     | 0      |
| Cortuluá · Colombia             | 2022                | 18    | 1     | 0      | —             | —             | —             | —                  | —                  | —                  | 18    | 1     | 0      |
| Cortuluá · Colombia             | Total               | 18    | 1     | 0      | 0             | 0             | 0             | 0                  | 0                  | 0                  | 18    | 1     | 0      |
| Total en su carrera             | Total en su carrera | 401   | 36    | 35     | 56            | 11            | 1             | 12                 | 0                  | 0                  | 469   | 47    | 36     |

### Selección[7]
| Sub-20 · Colombia                                     | 2007                       | — | — | 7 | 0 | — | — | 7 | 0 |
| Sub-20 · Colombia                                     | Total                      | 0 | 0 | 7 | 0 | 0 | 0 | 7 | 0 |
| Total Selecciones Colombia                            | Total Selecciones Colombia | 0 | 0 | 7 | 0 | 0 | 0 | 7 | 0 |
| (1) Incluye los partidos del Campeonato Sudamericano. |                            |   |   |   |   |   |   |   |   |

## Palmarés

### Campeonatos nacionales
| Título                | Club              | País     | Año  |
| --------------------- | ----------------- | -------- | ---- |
| Torneo Apertura       | Atlético Nacional | Colombia | 2007 |
| Torneo Finalización   | Atlético Nacional | Colombia | 2007 |
| Torneo Apertura       | Once Caldas       | Colombia | 2009 |
| Torneo Finalización   | Millonarios       | Colombia | 2017 |
| Superliga de Colombia | Millonarios       | Colombia | 2018 |